# Autodromo Enzo e Dino Ferrari
Le circuit Enzo et Dino Ferrari (ou circuit d'Imola) est un circuit automobile situé à proximité de la petite ville italienne d'Imola, à 40 kilomètres à l'est de Bologne et à 80 kilomètres à l'est de l'usine Ferrari de Maranello. Le circuit fut baptisé du nom du défunt fondateur de Ferrari, Enzo, et de son fils Dino. Avant la mort d'Enzo Ferrari en 1988, le circuit se nommait « Autodromo Dino Ferrari ».

## Historique
Le circuit d'Imola accueille une course de Formule 1 pour la première fois lors du Grand Prix de la cité d'Imola 1963, une manche hors-championnat du monde. Par la suite au début des années 1970, ce Grand Prix devient une épreuve du championnat de Formule 2. La Formule 1 revient à Imola à l'occasion du Grand Prix Dino Ferrari 1979, une manche hors-championnat du monde, afin de tester les infrastructures en vue de la 51e édition du Grand Prix d'Italie qui se déroule normalement sur le circuit de Monza, alors en travaux. Le grand succès de l'épreuve, remportée par Nelson Piquet, incite la Fédération à créer le Grand Prix de Saint-Marin à partir de 1981 pour laisser Imola au calendrier.
Imola fait partie de la minorité de circuits européens où l'on tourne dans le sens anti-horaire. À l'origine, c'était un circuit rapide demandant beaucoup à la mécanique ; en 1985 plusieurs concurrents sont tombés en panne d'essence en vue de l'arrivée.
À partir de 1968, l'épreuve d'endurance des 6 Heures d'Imola se déroulent régulièrement, réservée aux voitures de sport (Sport-prototype et grand tourisme). L'épreuve est inscrite au calendrier du Championnat du monde des voitures de sport en 1974, 1976, 1977 et 1984. 
En Formule 1, 1982 est marquée par un doublé Ferrari, mais dans les derniers mètres, Didier Pironi ne respecte pas les consignes d'équipe et dépasse Gilles Villeneuve qui dispute sa dernière course avant le drame de Zolder. En 1983, Patrick Tambay offre à Ferrari sa dernière victoire à domicile avant 1999.
En 1989, Gerhard Berger est victime d'un grave accident à Tamburello, sa voiture prend feu. Cinq ans plus tard, en 1994, Roland Ratzenberger et Ayrton Senna se tuent tour à tour lors du même week-end de course, marqué par plusieurs autres incidents graves. Cela entraîne des modifications sur de nombreux circuits dans le monde, dont à Imola où différentes transformations furent entreprises pour le rendre plus sûr, notamment au niveau des longues courbes rapides de Tamburello et de Villeneuve, qui seront transformées en chicanes plus lentes, faisant perdre au circuit son caractère rapide.
Souvent critiqué pour la désuétude de ses infrastructures, l'autodrome d'Imola perd la Moto GP en 1999, et la Formule 1 en 2006. D'importants travaux sont effectués à l'automne 2006 (nouveaux stands, suppression de la dernière chicane). Le championnat WTCC et le Superbike sont désormais les principales épreuves à se rendre à Imola. La Formule 1 effectue un retour au circuit en 2020 avec le Grand Prix d'Émilie-Romagne.
En septembre 2021, la mairie d'Imola renomme la variante Alta (les virages no 14 et 15), variante Gresini en hommage au pilote local Fausto Gresini mort en février 2021 des suites du Covid-19.

## Sports non mécaniques
Le circuit a accueilli les championnats du monde de cyclisme sur route en 1968 et en 2020. Le départ et l'arrivée de l'épreuve étant fixés sur le circuit. Le circuit est également emprunté lors de la 2e étape du Tour de France 2024.

### Concerts
L'autodrome accueille parfois des concerts. En juillet 2015, le groupe australien AC/DC joue devant 92 000 spectateurs. En juin 2017, Guns N' Roses s'y produit.

## Configurations
|  |  |

## Palmarès

### Automobile (Formule 1 et Formule 2)
| Année | Vainqueur             | Écurie              | Épreuve                    | Résultats |
| ----- | --------------------- | ------------------- | -------------------------- | --------- |
| 1963  | Jim Clark             | Lotus 25            | GP de la cité d'Imola      |           |
| 1970  | Clay Regazzoni        | Tecno-Cosworth      | GP de la cité d'Imola (F2) |           |
| 1971  | José Carlos Pace      | March-Cosworth      | GP de la cité d'Imola (F2) |           |
| 1972  | John Surtees          | Surtees             | GP de la cité d'Imola (F2) |           |
| 1979  | Niki Lauda            | Brabham-Alfa Romeo  | GP Dino Ferrari            | Résultats |
| 1980  | Nelson Piquet         | Brabham-Ford        | GP d'Italie                | Résultats |
| 1981  | Nelson Piquet         | Brabham-Ford        | GP de Saint-Marin          | Résultats |
| 1982  | Didier Pironi         | Ferrari             | GP de Saint-Marin          | Résultats |
| 1983  | Patrick Tambay        | Ferrari             | GP de Saint-Marin          | Résultats |
| 1984  | Alain Prost           | McLaren-TAG         | GP de Saint-Marin          | Résultats |
| 1985  | Elio de Angelis       | Lotus-Renault       | GP de Saint-Marin          | Résultats |
| 1986  | Alain Prost           | McLaren-TAG         | GP de Saint-Marin          | Résultats |
| 1987  | Nigel Mansell         | Williams-Honda      | GP de Saint-Marin          | Résultats |
| 1988  | Ayrton Senna          | McLaren-Honda       | GP de Saint-Marin          | Résultats |
| 1989  | Ayrton Senna          | McLaren-Honda       | GP de Saint-Marin          | Résultats |
| 1990  | Riccardo Patrese      | Williams-Renault    | GP de Saint-Marin          | Résultats |
| 1991  | Ayrton Senna          | McLaren-Honda       | GP de Saint-Marin          | Résultats |
| 1992  | Nigel Mansell         | Williams-Renault    | GP de Saint-Marin          | Résultats |
| 1993  | Alain Prost           | Williams-Renault    | GP de Saint-Marin          | Résultats |
| 1994  | Michael Schumacher    | Benetton-Ford       | GP de Saint-Marin          | Résultats |
| 1995  | Damon Hill            | Williams-Renault    | GP de Saint-Marin          | Résultats |
| 1996  | Damon Hill            | Williams-Renault    | GP de Saint-Marin          | Résultats |
| 1997  | Heinz-Harald Frentzen | Williams-Renault    | GP de Saint-Marin          | Résultats |
| 1998  | David Coulthard       | McLaren-Mercedes    | GP de Saint-Marin          | Résultats |
| 1999  | Michael Schumacher    | Ferrari             | GP de Saint-Marin          | Résultats |
| 2000  | Michael Schumacher    | Ferrari             | GP de Saint-Marin          | Résultats |
| 2001  | Ralf Schumacher       | Williams- BMW       | GP de Saint-Marin          | Résultats |
| 2002  | Michael Schumacher    | Ferrari             | GP de Saint-Marin          | Résultats |
| 2003  | Michael Schumacher    | Ferrari             | GP de Saint-Marin          | Résultats |
| 2004  | Michael Schumacher    | Ferrari             | GP de Saint-Marin          | Résultats |
| 2005  | Fernando Alonso       | Renault             | GP de Saint-Marin          | Résultats |
| 2006  | Michael Schumacher    | Ferrari             | GP de Saint-Marin          | Résultats |
| 2020  | Lewis Hamilton        | Mercedes            | GP d'Émilie-Romagne        | Résultats |
| 2021  | Max Verstappen        | Red Bull-Honda      | GP d'Émilie-Romagne        | Résultats |
| 2022  | Max Verstappen        | Red Bull            | GP d'Émilie-Romagne        | Résultats |
| 2024  | Max Verstappen        | Red Bull-Honda RBPT | GP d'Émilie-Romagne        | Résultats |
| 2025  | Max Verstappen        | Red Bull-Honda RBPT | GP d'Émilie-Romagne        | Résultats |

Meilleurs tours en course
| Année     | Longueur | Pilote                | Écurie           | Temps                                                      |
| --------- | -------- | --------------------- | ---------------- | ---------------------------------------------------------- |
| 1980      | 5,000 km | Alan Jones            | Williams-Ford    | 1 min 36 s 089 Grand Prix automobile d'Italie 1980         |
| 1981-1994 | 5,040 km | Damon Hill            | Williams-Renault | 1 min 24 s 335 Grand Prix automobile de Saint-Marin 1994   |
| 1995      | 4,895 km | Gerhard Berger        | Ferrari          | 1 min 29 s 568 Grand Prix automobile de Saint-Marin 1995   |
| 1996      | 4,892 km | Damon Hill            | Williams-Renault | 1 min 28 s 931 Grand Prix automobile de Saint-Marin 1996   |
| 1997-1999 | 4,930 km | Heinz-Harald Frentzen | Williams-Renault | 1 min 25 s 531 Grand Prix automobile de Saint-Marin 1997   |
| 2000-2006 | 4,933 km | Michael Schumacher    | Ferrari          | 1 min 20 s 411 Grand Prix automobile de Saint-Marin 2004   |
| 2020-2021 | 4,909 km | Lewis Hamilton        | Mercedes         | 1 min 14 s 411 Grand Prix automobile d'Émilie-Romagne 2021 |

### Moto
| Année | Vainqueur        | Écurie    | Épreuve        | Résultats |
| ----- | ---------------- | --------- | -------------- | --------- |
| 1969  | Alberto Pagani   | Linto     | GP des Nations | Résultats |
| 1972  | Giacomo Agostini | MV Agusta | GP des Nations | Résultats |
| 1974  | Franco Bonera    | MV Agusta | GP des Nations | Résultats |
| 1975  | Giacomo Agostini | Yamaha    | GP des Nations | Résultats |
| 1977  | Barry Sheene     | Suzuki    | GP des Nations | Résultats |
| 1979  | Kenny Roberts    | Yamaha    | GP des Nations | Résultats |
| 1988  | Eddie Lawson     | Yamaha    | GP des Nations | Résultats |
| 1996  | Michael Doohan   | Honda     | GP d'Imola     | Résultats |
| 1997  | Michael Doohan   | Honda     | GP d'Imola     | Résultats |
| 1998  | Michael Doohan   | Honda     | GP d'Imola     | Résultats |
| 1999  | Àlex Crivillé    | Honda     | GP d'Imola     | Résultats |

## Jeux vidéo
Le circuit est présent dans les jeux vidéo suivants:
- Aguri Suzuki F-1 Super Driving
- Assetto Corsa
- Assetto Corsa Competizione
- Automobilista
- Champion Driver
- Championship Run
- F-1 Grand Prix Part II
- F1
- F1 2000
- F1 2001
- F1 2002
- F1 2003
- F1 2004
- F1 2013
- F1 2020
- F1 2021
- F1 22
- F1 23
- F1 24
- F1 Challenge 99-02
- F1 Championship Season 2000
- F1 Manager 2001
- F1 Manager Professionnal
- F1 Racing Championship
- Formula 1
- Formula 1 Grand Prix
- Formula One
- Formula One 97
- Formula One 98
- Formula One Championship Edition
- Geoff Crammond's Formule One Grand Prix
- Grand Prix 2
- Grand Prix 500cc
- Grand Prix Challenge
- Ground Effects
- GT Legends
- GTR 2: FIA GT Racing Game
- GTR Evolution
- Hot Wheels: Williams F1 Team Racing
- IRacing
- Le Mans Ultimate
- Monaco Grand Prix: Racing Simulation 2
- Nigel Mansell's World Championship
- No Second Prize
- Project CARS
- Project CARS 2
- Race 07
- Race Pro
- Ride
- Road & Track Presents: Grand Prix Unlimited
- RVF Honda
- SBK X: Superbike World Champion
- Super F1 Circus Gaiden
- Superstars V8 Next Challenge
- Test Drive: Ferrari Racing Legends

## Liste des accidents mortels
| Nom de la victime   | Date de décès     | Qualité | Championnat                                         | Course                                    | Véhicule        |
| ------------------- | ----------------- | ------- | --------------------------------------------------- | ----------------------------------------- | --------------- |
| Ray Amm             | 11 avril 1955     | Pilote  |                                                     | II Coppa d'Oro Shell                      | MV Agusta 350   |
| Harry Hinton, Jr.   | 27 avril 1959     | Pilote  | Championnat d'Italie de vitesse moto (500 cm3)      | Mototemporada                             |                 |
| Klaus Reisch        | 12 septembre 1971 | Pilote  | Interserie                                          | 500 kilomètres d'Imola                    | Alfa Romeo 33/3 |
| Sauro Pazzaglia     | 14 juillet 1981   | Pilote  | Championnat du monde de vitesse moto 1981 (250 cm3) | Grand Prix moto de Saint-Marin 1981       | MBA 250         |
| Guido Paci          | 10 avril 1983     | Pilote  |                                                     | 200 Miles d'Imola                         | Honda RS500R    |
| Lorenzo Ghiselli    | 13 avril 1985     | Pilote  | Championnat d'Italie de moto (500 cm3)              | 200 Miles d'Imola                         | Suzuki RG500    |
| Roland Ratzenberger | 30 avril 1994     | Pilote  | Championnat du monde de Formule 1 1994              | Grand Prix automobile de Saint-Marin 1994 | Simtek S941     |
| Ayrton Senna        | 1er mai 1994      | Pilote  | Championnat du monde de Formule 1 1994              | Grand Prix automobile de Saint-Marin 1994 | Williams FW16   |

## Galerie

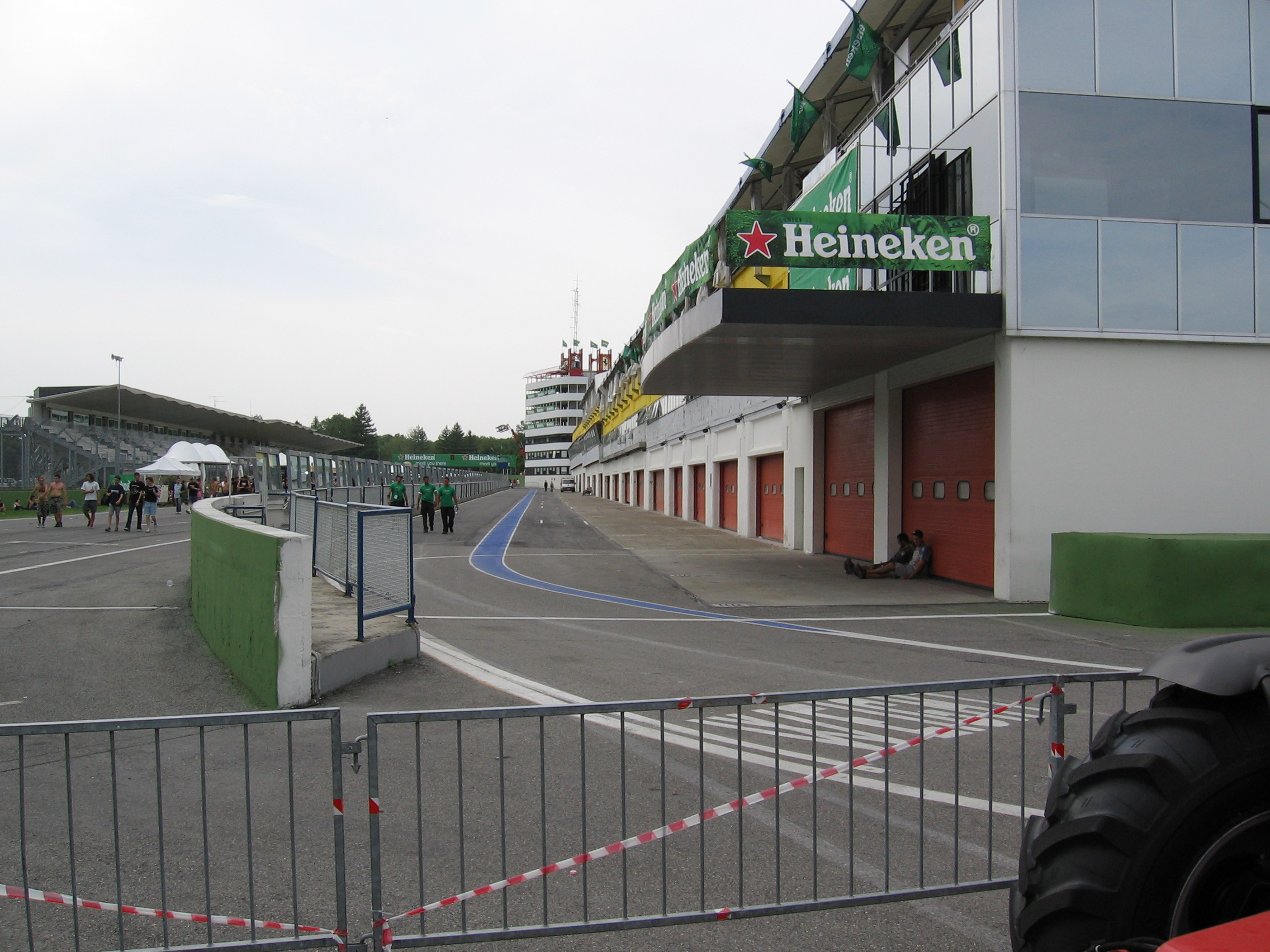
L'ancienne voie des stands
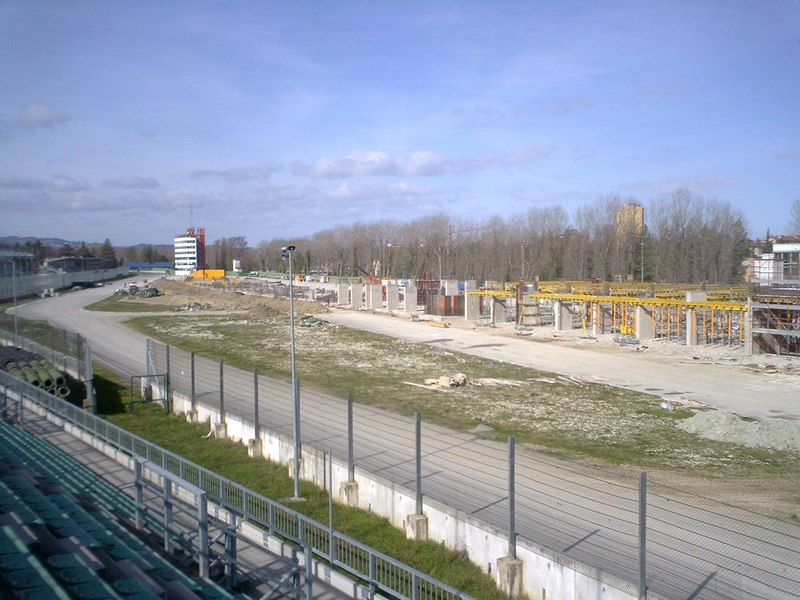
La ligne droite des stands en travaux en 2007
La nouvelle ligne droite des stands en 2008
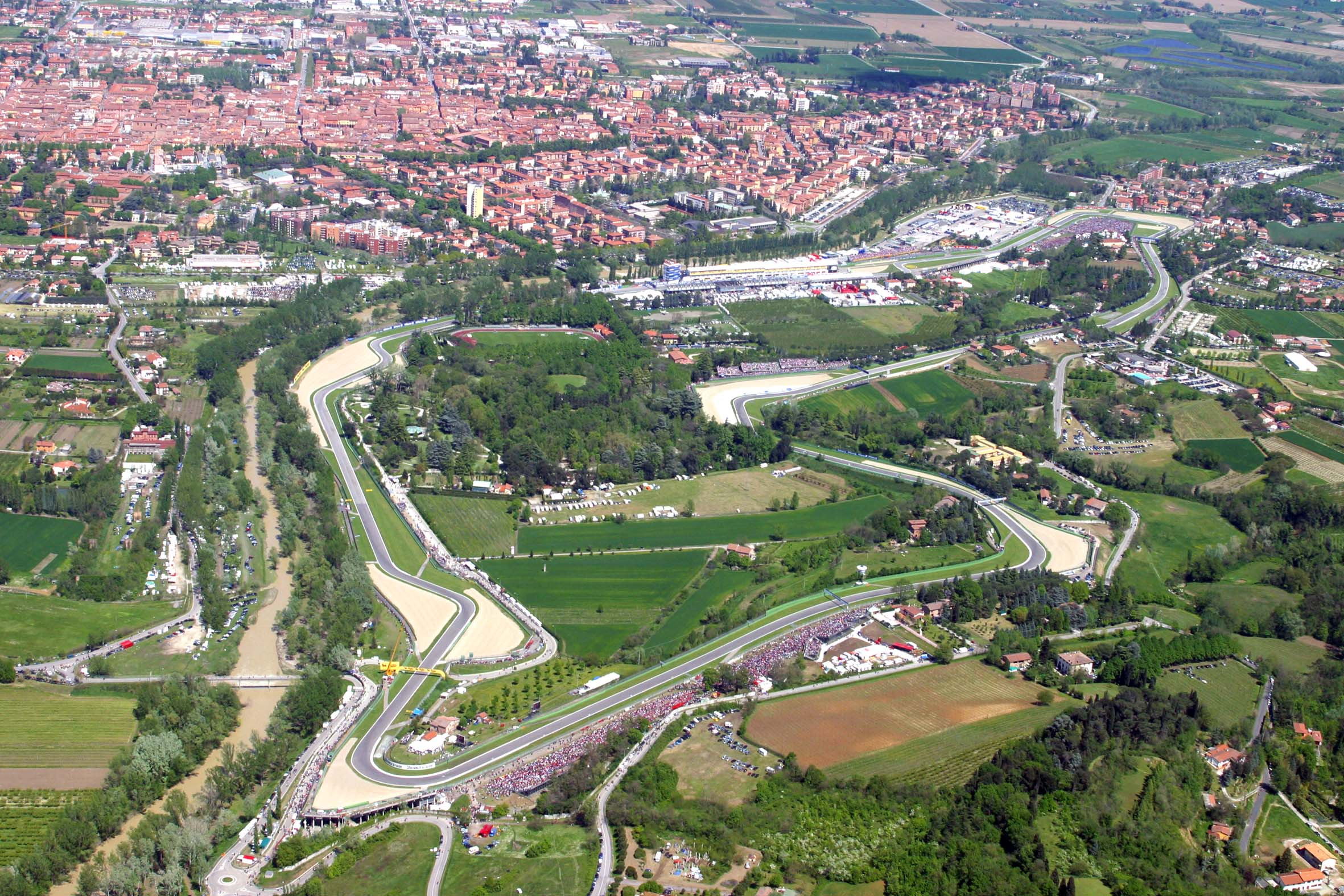
L'Autodromo Enzo e Dino Ferrari vu du ciel